# 蓋瑞·馬歇爾
蓋瑞·馬歇爾（1934年11月13日—2016年7月19日），原名蓋瑞·肯恩·馬夏雷利（Garry Kent Masciarelli）美國演員、导演、編劇及監製，所執導的知名作品包括《对头冤家》、《麻雀變鳳凰》、《落跑新娘》和《麻雀變公主》等。
2016年7月19日，他肺炎發作，而在加利福尼亞州的柏本克一間醫院過世，享壽81歲。

## 早年生活
蓋瑞生於紐約的布朗克斯，母親馬喬裡·艾琳（Marjorie Irene）是位踢踏舞教師，打理自己的舞蹈學校。其他家庭成員都從事電影或電視工作，父親安東尼·華萊士·馬歇爾（Anthony Wallace Marshal）是位導演和電影監製，妹妹潘妮·馬歇爾（Penny Marshall）是位演員兼導演，另一位妹妹羅尼·馬歇爾·哈林（Ronny Marshall Hallin）是個電視製片人。
他的父親擁有意大利血統，早年由意大利基耶蒂省一個名叫聖馬爾蒂諾蘇拉馬魯奇納的市鎮移居美國，本姓馬夏雷利（Masciarelli），蓋瑞出生前改姓馬歇爾（Marshall）；他的母親則為威爾斯及愛爾蘭裔混血兒。
蓋瑞年幼時受基督教長老宗洗禮，曾一度歸順路德宗，中學時入讀德威特克林頓高中，與創作蜘蛛俠的漫畫家是史蒂夫·迪特科（Steve Ditko）是同學。畢業後到西北大學繼續學業，課餘為西北日報撰寫體育專欄。

## 職業生涯
蓋瑞為喜劇演員喬伊·畢曉普和菲爾·福斯特撰寫劇本出道，之後為知名深宵節目《今夜秀》當編劇。1961年移居荷里活，開始與傑里·貝爾森合作，為電視節目撰寫劇本，二人創作了不少經典的處境喜劇，包括：《The Dick Van Dyke Show》、《The Joey Bishop Show》、《The Danny Thomas Show》、《The Lucy Show》等等。
蓋瑞打籃球時認識了赫克托·埃里仲杜（Héctor Elizondo），自1980年代起赫克托經常在蓋瑞執導的電影中出現。

## 执导作品
- 《医生也疯狂》（Young Doctors in Love，1982年）
- 《冲击》（The Flamingo Kid，1984年）
- 《对头冤家》（Nothing In Common，1986年）
- 《落水姻缘》（Overboard，1987年）
- 《莫负当年情》（Beaches，1988年）
- 《麻雀變鳳凰》（Pretty Woman，1990年）
- 《现代爱情故事》（Frankie and Johnny，1991年）
- 《勇闯快活岛》（Exit to Eden，1994年）
- 《冒牌上帝》（Dear God，1996年）
- 《恋爱高飞》（The Other Sister，1999年）
- 《落跑新娘》（Runaway Bride，1999年）
- 《麻雀變公主》（The Princess Diaries，2001年）
- 《流行教母》（Raising Helen，2004年）
- 《公主日记2：皇家婚约》（The Princess Diaries 2: Royal Engagement，2004年）
- 《乔治亚法则》（Georgia Rule，2007年）
- 《情人節快樂》（Valentine's Day，2010年）
- 《101次新年快樂》（New Year's Eve，2011年）
- 《幸福百分百》（Mother's Day，2016年）